# Talange
Talange település Franciaországban, Moselle megyében. Lakosainak száma 8044 fő (2022. január 1.). Talange Ay-sur-Moselle, Ennery, Hagondange, Hauconcourt és Maizières-lès-Metz községekkel határos.

## Népesség
A település népessége az elmúlt években az alábbi módon változott:
| Lakosok száma | 7660 | 7698 | 7873 | 7707 | 7731 | 7781 | 7832 | 7938 | 8044 |
|               | 2013 | 2015 | 2016 | 2017 | 2018 | 2019 | 2020 | 2021 | 2022 |